# آيس كومبات زيرو: ذا بيلكان وور
آيس كومبات زيرو: ذا بيلكان وور (بالإنجليزية: Ace Combat Zero: The Belkan War)، هي لعبة فيديو من نوع التحكم بالطائرات، من تطوير ونشر شركة نامكو، طرحت في المتاجر العالمية عام 2006 حصراً على منصة بلاي ستيشن 2، وهي إحدى الأجزاء الفرعية لسلسلة ألعاب محاكاة قتال الطائرات الشهيرة أيس كمبات.

## استقبال
تلقت اللعبة تقييمات إيجابية.حصلت علي تقييم 75/100 على موقع ميتاكريتيك. اعتبارًا من يناير 2008، تم شحن 792000 نسخة حول العالم. صنف خوان كاسترو من آي جي إن اللعبة 8.8/10 ، مشيرًا إلى أن نامكو انتهزت الفرصة في تطوير السلسلة ببطء. كما لاحظ أن القصة مختلفة عن ألعاب طيران وأثني علي الوضع التعاوني.
أشاد موقع كمبيوتريندفدجمس.كوم بتاريخ إصدار اللعبة باعتباره تجديدًا للألعاب المتعددة من الأنواع المختلفة التي ظهرت في ذلك الوقت. وأشار إلى العروض الرسومية الجيدة والصعوبة المطلقة التي قدمتها.
لكن روب فاهي من يوروجايمر قال إن التغييرات «المتزايدة» في اللعبة تربك اللاعبين.

## روابط خارجية
- الموقع الرسمي